# 메딕

스타 오브 라이프

메딕(medic)은 의사, 의과생, 준의료 활동 종사자, 긴급 의료 대응자 등 의료와 관련된 일을 하는 사람이다. 영국에서 "메딕"이라는 용어는 외과와는 대조적으로 심장학, 내분비학 등 졸업원생의 전문 트레이닝 의료 커리어 패스를 따르는 사람을 가리킨다.

## 같이 보기
- 기본소생술